# Nancy Drew, journaliste-détective
Pour plus de détails, voir Fiche technique et Distribution.
Nancy Drew, journaliste-détective (Nancy Drew) est un téléfilm américain réalisé par James Frawley et diffusé le 15 décembre 2002 sur le réseau ABC dans le cadre de l'émission Le Monde merveilleux de Disney.
C'est une adaptation de la série littéraire Alice Roy du collectif Caroline Quine. Il s'agit de la première adaptation sous forme de téléfilm de la série. Il met en scène une Nancy Drew plus âgée et une histoire inédite, n'adaptant aucun roman de la série littéraire.

## Synopsis
C'est la première année à l'université de River Heights pour la détective amateur Nancy Drew. Quand une star du football universitaire tombe dans le coma, Nancy commence à enquêter et découvre de nombreux secrets.

## Fiche technique
- Titre original : Nancy Drew
- Titre français : Nancy Drew, journaliste-détective
- Réalisation : James Frawley
- Scénario : Ami Canaan Mann, d'après la série de romans Alice Roy du collectif Caroline Quine
- Direction artistique : Oana Bogdan Miller
- Montage : Micky Blythe et Scott Vickrey
- Photographie : James Chressanthis
- Musique : Richard Marvin
- Décors : Vincent Jefferds
- Costumes : Florence-Isabelle Megginson
- Producteurs : Hans Proppe
- Sociétés de production : Bender Brown Productions et Touchstone Television
- Sociétés de distribution : Touchstone Television
- Pays d’origine : États-Unis
- Langue : anglais
- Format : Couleurs - 1.33 : 1 - Stéréophonique
- Genre : Policière
- Durée : 87 minutes
- Première diffusion : 
  -  États-Unis : 15 décembre 2002 sur ABC
  -  France : 2007 sur Disney Cinemagic

## Distribution
- Maggie Lawson (VF : Marie-Eugénie Maréchal) : Nancy Drew
- Jill Ritchie (VF : Edwige Lemoine) : Bess Marvin
- Lauren Birkell : George Fayne
- Marieh Delfino (es) : Christina Timkins
- Brett Cullen : Carson Drew
- Charlie Finn (en) : Hank Luckman
- James Avery : professeur Duke Shifflin
- Heath Freeman : détective Patrick Daly
- Jenny O'Hara (en) : Hannah Gruen
- Kevin Tighe : coach Jeffries
- Brian White : Franklin Sanderson
- Sabine Singh : Allison Price
- Dale Midkiff : Jimbo Mitchell
- Hoku (en) : Bitsy
- Joanna Canton : Sue
- Michelle Morgan : Jaclyn Calberson
- Nick Stabile (en) : Ned Nickerson

## Production

### Développement
En 2001, ABC commande un épisode pilote en deux parties pour un projet de série télévisée adaptée de la série littéraire Alice Roy du collectif Caroline Quine dont le tournage se déroule en 2002 à Los Angeles.
La chaîne décide alors de diffuser le pilote sous forme de téléfilm dans l'émission Le Monde merveilleux de Disney dans le but d'évaluer son succès auprès des spectateurs avant de commander une potentielle série. Pour anticiper l'éventuelle commande de la série, la chaîne commande six scénarios pour des épisodes supplémentaires et fait prolonger le contrat des acteurs jusqu'au printemps 2003.
Le téléfilm réuni un taux d'audience satisfaisant mais divise les critiques et les spectateurs. La chaîne décide alors de ne pas commander la série. À la suite de l'abandon du projet par ABC , le réseau UPN entre en négociation avec la production pour récupérer la série. Mais au moment des négociations, Maggie Lawson rejoint la série télévisée Tout est relatif, obligeant la production à chercher une nouvelle actrice pour le rôle de Nancy Drew, ce qui ne plait pas à UPN qui décide d'abandonner les négociations.

### Attribution des rôles
Les actrices Christine Lakin et Rachel McAdams sont auditionnées pour le rôle de Nancy Drew mais le rôle fût attribué à Maggie Lawson. Plus tard, Rachel McAdams dévoila dans une interview que si elle avait eu le rôle, elle n'aurais pas pu auditionner pour le film Une nana au poil, son premier grand rôle au cinéma.